# Gustavo Ingrosso
Gustavo Ingrosso (Gallipoli, Lecce, Italia, 2 de mayo de 1877 - Nápoles, Italia, 10 de marzo de 1968) fue un jurista, catedrático y político italiano.

## Biografía
Tras graduarse en Derecho y especializarse en Derecho administrativo, se volvió profesor de la Universidad de Nápoles en 1908. Vinculado políticamente a Francesco Saverio Nitti, participó con éxito en las elecciones municipales de Nápoles en 1914, llegando a ser concejal. También ocupó los cargos de miembro de la Junta municipal desde 1914 hasta 1917 y de asesor delegado en 1918. En 1921 publicó un ensayo sobre los contratos de los municipios (I contratti dei Comuni).
Desde 1924 a 1926, fue profesor de Contabilidad del Estado y de Derecho financiero en la Universidad de Nápoles y, en 1927, en la Universidad de Mesina. La publicación del texto titulado La crisi dello Stato (La crisis del Estado) en 1925, en el que criticaba duramente el régimen fascista, le costó la expulsión del mundo académico. Ese mismo año firmó el Manifiesto de los intelectuales antifascistas. En 1926, consiguió ganar un concurso para una plaza de profesor de Derecho administrativo en la Universidad de Mesina; sin embargo, se le impidió tomar posesión de su cargo por antifascista. Ingrosso intentó impugnar la información relativa a su conducta política dirigiéndose directamente al ministro de Educación, Pietro Fedele, pero fue en vano. Durante los años siguientes, se ganó la vida en el campo de la administración de fincas y su producción científica se orientó hacia el Derecho financiero.
Tras la caída del régimen fascista, contribuyó a la reconstrucción del Partido Democrático del Trabajo y fue elegido por las autoridades militares aliadas como alcalde de Nápoles en abril de 1944. En aquella ocasión, Ingrosso declaró: «La presente ceremonia excede el ámbito de una normal investidura de poder. Representa el cierre definitivo de un triste paréntesis en la vida de las instituciones libres de nuestra ciudad. La democracia entra en esta casa común de los ciudadanos napolitanos, o mejor dicho, regresa a ella tras veinte años de exilio». Treinta años después, el acontecimiento se conmemoró con la colocación de una placa en el vestíbulo del Palazzo San Giacomo, sede del Ayuntamiento de Nápoles. Ingrosso dejó su cargo de alcalde en septiembre de ese mismo año, cuando fue nombrado Presidente de la Corte dei conti (Tribunal de Cuentas). También fue consejero de la Banca del Sud y presidente del Ente Autonomo Volturno. Posteriormente fue elegido miembro del Consejo Provincial de Nápoles y desde 1948 hasta 1952 fue miembro del Consejo de administración del Banco di Napoli.
En 1945 se reincorporó como profesor universitario y se convirtió en catedrático de Contabilidad del Estado en la Universidad de Nápoles. Siguió enseñando hasta 1952 y en 1962 fue nombrado profesor emérito de la Facultad de Derecho.
Después de su muerte, una parte de su biblioteca personal fue donada por su hijo Giovanni, profesor de la Universidad de Salerno, al Centro de Bibliotecas de este Ateneo y se conserva en la Biblioteca "E. R. Caianiello". La donación consta de unos 350 libros, en su mayoría ensayos y manuales jurídicos publicados entre finales del siglo XIX y las primeras décadas del XX.